# Bromelia

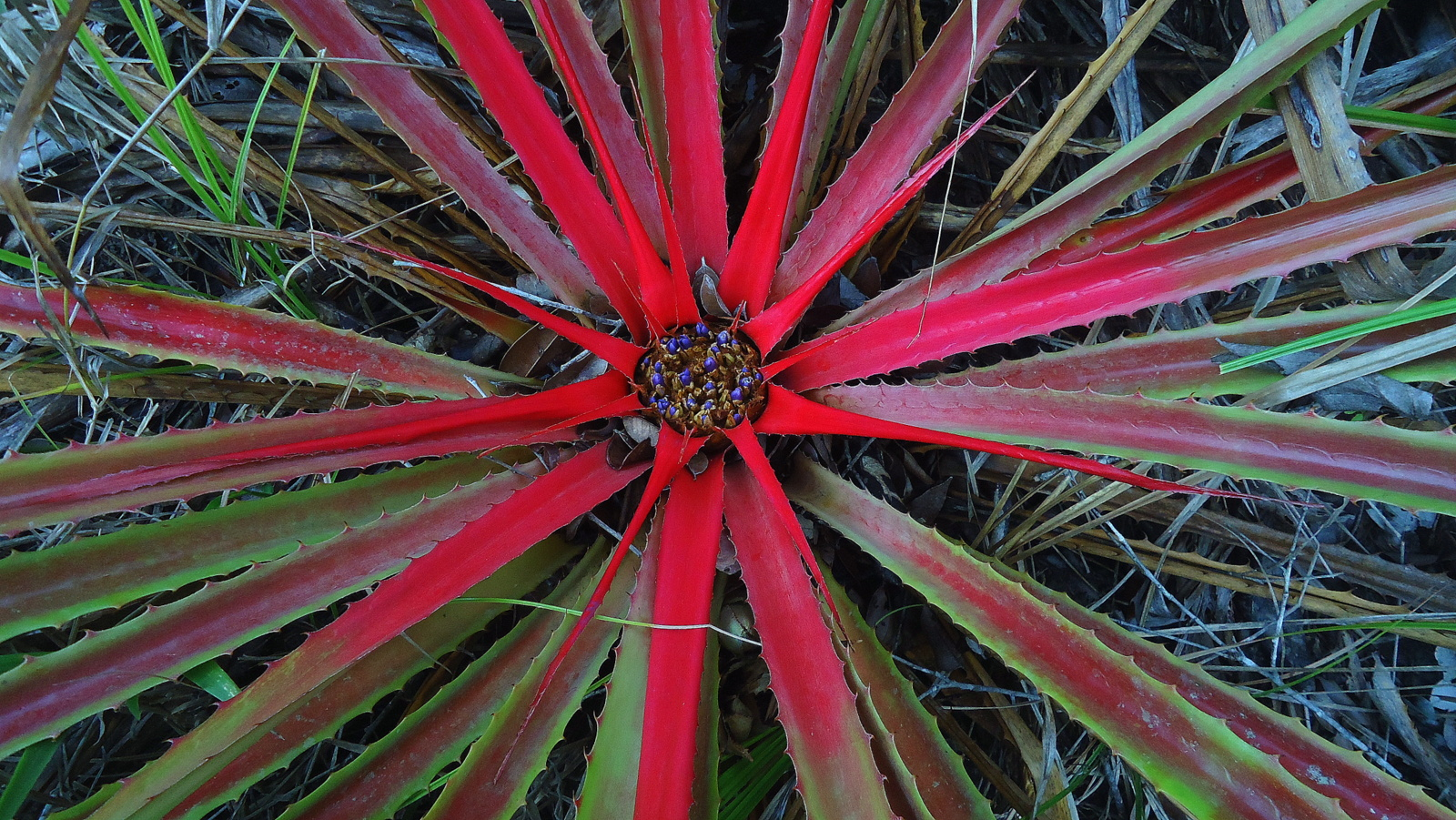
Bromelia unaensis

Bromelia (Bromelia L.) – rodzaj roślin jednoliściennych z rodziny bromeliowatych (Bromeliaceae), występujących w Ameryce Południowej i Ameryce Środkowej. Do tego rodzaju zaliczanych jest około 60 gatunków roślin.

## Systematyka

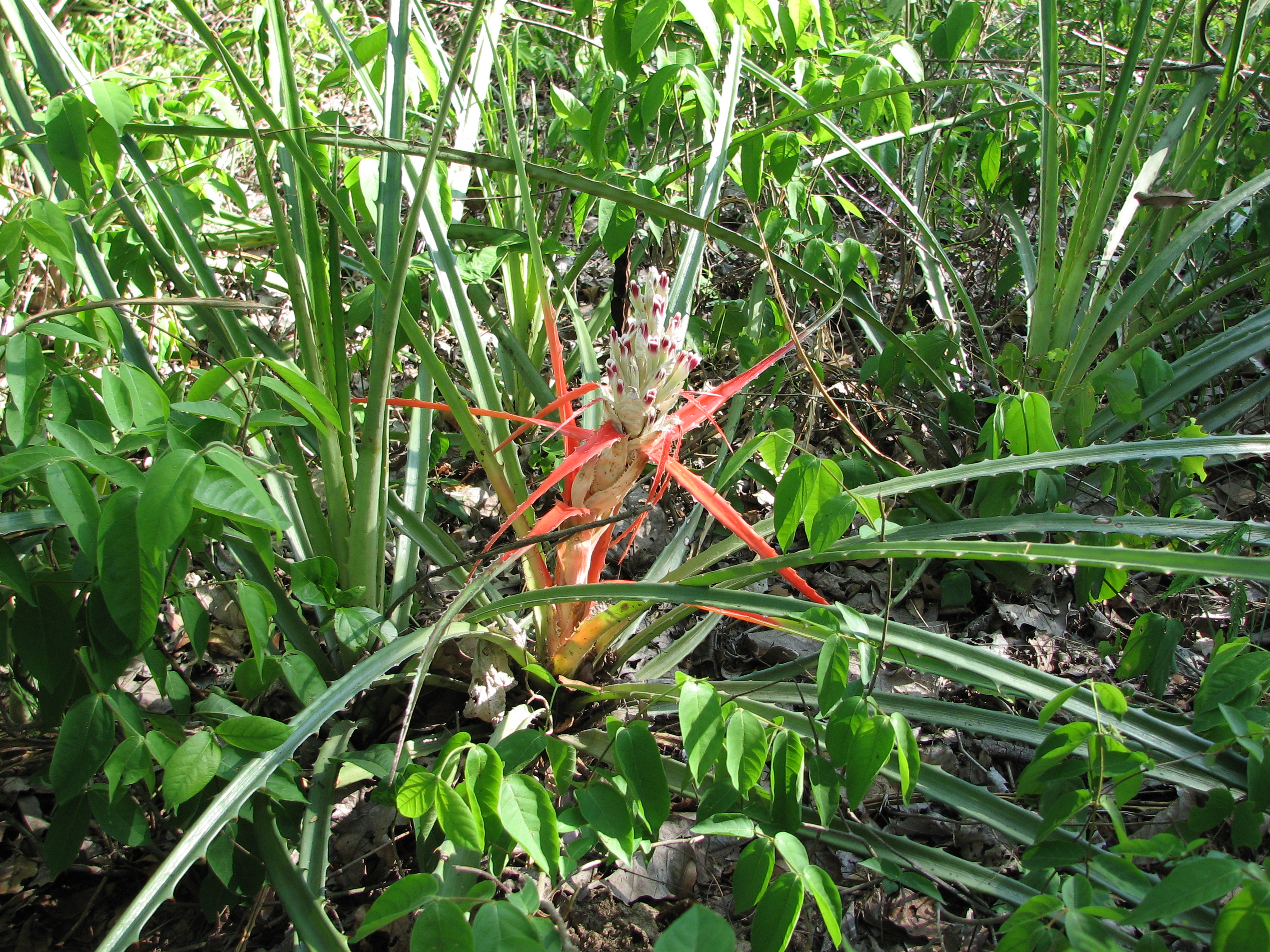
Bromelia sylvicola

Pozycja rodzaju według Angiosperm Phylogeny Website (aktualizowany system APG IV z 2016)
Jeden z rodzajów podrodziny Bromelioideae Burnett z rodziny bromeliowatych (Bromeliaceae) z rzędu wiechlinowców (Poales).
Pozycja według Reveala (1994–1999)
Gromada okrytonasienne (Magnoliophyta Cronquist), podgromada Magnoliophytina Frohne & U. Jensen ex Reveal, klasa jednoliścienne (Liliopsida Brongn.), podklasa Commelinidae Takht., nadrząd Bromelianae R. Dahlgren ex Reveal, rząd bromeliowce (Bromeliales Dumort.), podrząd Bromeliineae Engl., rodzina bromeliowate (Bromeliaceae Juss.), podrodzina Bromelioideae Burnett, plemię Bromelieae Dumort., rodzaj bromelia (Bromelia L.).
Wykaz gatunków
- Bromelia agavifolia Brongn. ex Houllet
- Bromelia alsodes H.St.John
- Bromelia alta L.B.Sm.
- Bromelia antiacantha Bertol.
- Bromelia araujoi P.J.Braun, Esteves & Scharf
- Bromelia arenaria Ule
- Bromelia arubaiensis Ibisch & R.Vásquez
- Bromelia auriculata L.B.Sm.
- Bromelia balansae Mez
- Bromelia binotii E.Morren ex Mez
- Bromelia braunii Leme & Esteves
- Bromelia charlesii P.J.Braun, Esteves & Scharf
- Bromelia chrysantha Jacq.
- Bromelia eitenorum L.B.Sm.
- Bromelia epiphytica L.B.Sm.
- Bromelia estevesii Leme
- Bromelia exigua Mez
- Bromelia flemingii I.Ramírez & Carnevali
- Bromelia fosteriana L.B.Sm.
- Bromelia fragilis L.B.Sm.
- Bromelia glaziovii Mez
- Bromelia goeldiana L.B.Sm.
- Bromelia goyazensis Mez
- Bromelia grandiflora Mez
- Bromelia granvillei L.B.Sm. & Gouda
- Bromelia gurkeniana E.Pereira & Moutinho
- Bromelia hemisphaerica Lam.
- Bromelia hieronymi Mez
- Bromelia horstii Rauh
- Bromelia humilis Jacq.
- Bromelia ignaciana R.Vásquez & Ibisch
- Bromelia interior L.B.Sm.
- Bromelia irwinii L.B.Sm.
- Bromelia karatas L.
- Bromelia laciniosa Mart. ex Schult. & Schult.f.
- Bromelia lagopus Mez
- Bromelia legrellae (E.Morren) Mez
- Bromelia lindevaldae Leme & Esteves
- Bromelia macedoi L.B.Sm.
- Bromelia minima Leme & Esteves
- Bromelia morreniana (Regel) Mez
- Bromelia nidus-puellae (André) André ex Mez – bromelia gniazdowata[6]
- Bromelia oliveirae L.B.Sm.
- Bromelia palmeri Mez
- Bromelia pinguin L. – bromelia gruba[6]
- Bromelia poeppigii Mez
- Bromelia redoutei (Baker) L.B.Sm.
- Bromelia regnellii Mez
- Bromelia reversacantha Mez
- Bromelia rondoniana L.B.Sm.
- Bromelia scarlatina (Henriq. ex Linden) E.Morren ex C.H.Morren
- Bromelia serra Griseb.
- Bromelia superba Mez
- Bromelia sylvicola S.Moore
- Bromelia tarapotina Ule
- Bromelia tessmannii Harms
- Bromelia trianae Mez
- Bromelia tubulosa L.B.Sm.
- Bromelia unaensis Leme & Scharf
- Bromelia urbaniana (Mez) L.B.Sm.
- Bromelia villosa Mez